# Gemeinde Tirana
Die Gemeinde Tirana (albanisch Bashkia e Tiranës) ist eine der 61 Bashkie Albaniens mit der Stadt Tirana als Zentrum. Als Landeshauptstadt mit 598.176 Einwohnern (Volkszählung 2023) ist  sie das administrative, wirtschaftliche, gesellschaftliche und kulturelle Zentrum des Landes. In Tirana wird über ein Drittel des Bruttoinlandprodukts des Landes erwirtschaftet.
In zwölf Jahren ist die Bevölkerung von 557.422 Einwohnern (Volkszählung 2011) um über 7 % gestiegen. Es ist eine der wenigen Gemeinden des Landes, die in diesem Zeitraum ein deutliches Bevölkerungswachstum verzeichnen konnten. Die lokalen Behörden geben die Einwohnerzahl basierend auf den Zahlen des Zivilstandesamts mit über 860.000 Personen an (2021).
Die Gemeinde hat eine Fläche von 1.110 km2 und gehört damit auch diesbezüglich zu den größten Gemeinden des Landes. Neben der Kernstadt Tirana umfasst das Gemeindegebiet insbesondere im Süden und Osten auch wenig bevölkerte Regionen mit hügeligem respektive gebirgigem Charakter.
Die Gemeinde im Qark Tirana entstand 2015 durch den Zusammenschluss von 14 Gemeinden.

## Geographie

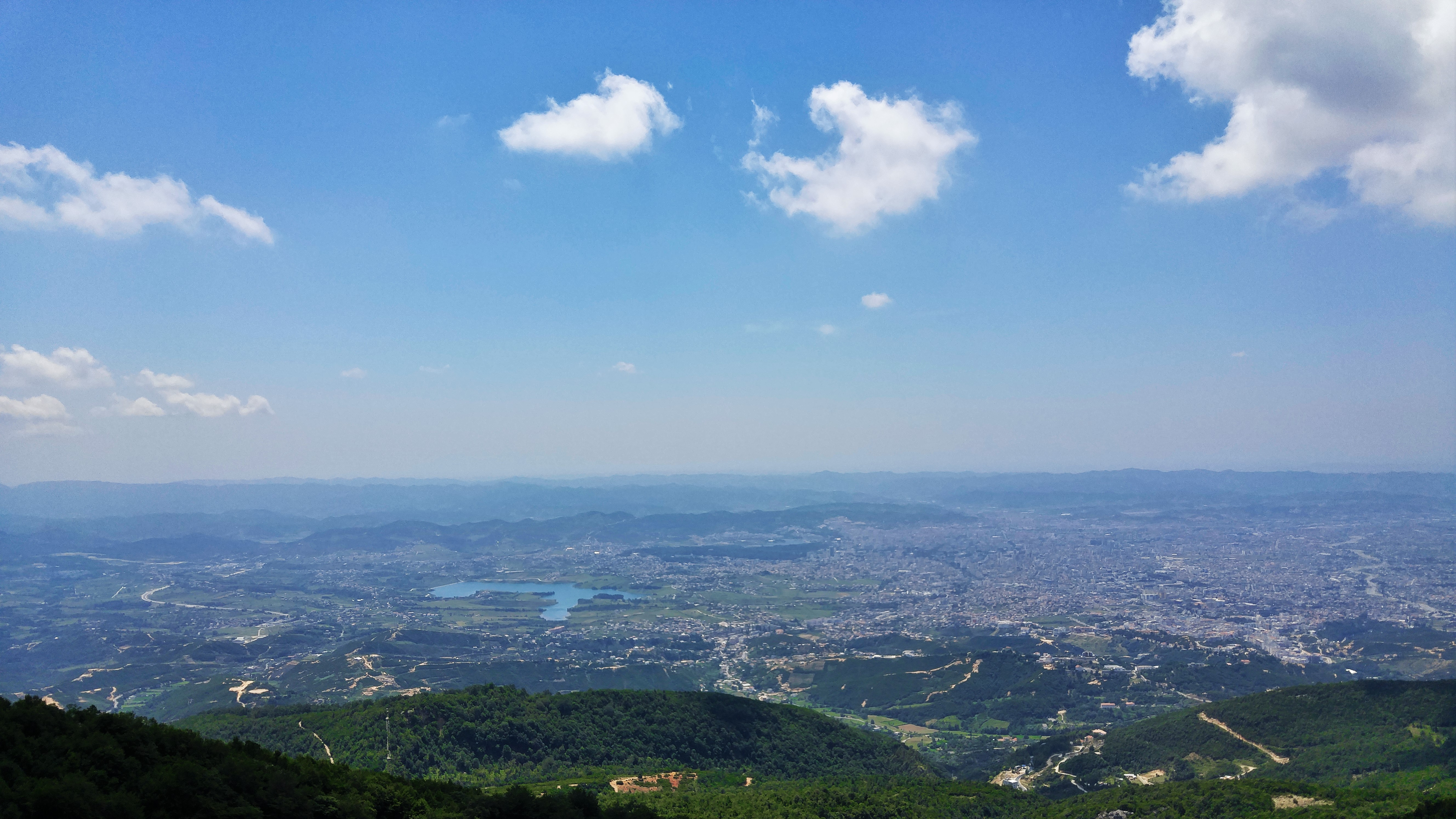
Blick vom Dajti über Tirana zu den südlichen und westlichen Teilen der Gemeinde

Die Stadt Tirana liegt im Südosten der Ebene von Tirana, einem Ausläufer der Küstenebene, der sich nach Nordwesten gegen das Adriatische Meer öffnet. Hier konzentrieren sich die Bevölkerung und Wirtschaft. Entlang der Autobahn Tirana–Durrës haben sich bei Kashar viele Industrieunternehmen und Dienstleister angesiedelt.
Die östliche Hälfte der Gemeinde gehört zum Skanderbeggebirge mit dem Dajti (1613 m ü. A.), dem Mali i Priskës (1365 m ü. A.)  und dem Mali me Gropa (1828 m ü. A.) als höchsten Punkt. Im Süden erreichen die Krraba-Berge ebenfalls eine Höhe von über 900 m ü. A. (Krraba-Pass). Gegen Westen zum Meer hin ist das Hügelland weniger hoch.
Im Nordwesten umschließt das Gemeindegebiet fast vollständig die Gemeinde Kamza, als größter Vorort eine eigenständige Gemeinde. Westlich davon schließt sich die Nachbargemeinde Vora an. Tirana, Kamza und Vora bildeten früher den Kreis Tirana. Zusammen mit den beiden Nachbargemeinde Kavaja und Rrogozhina im Südwesten bilden sie den Qark Tirana.
Nördlich von Kavaja grenzt Tirana an die beiden Gemeinden Durrës und Shijak. Nordwestlich von Tirana liegt die Gemeinde Kruja. Im gebirgigen Nordosten grenzt Tirana an Klos und Bulqiza. Bergland trennt im Südosten Tirana von den Gemeinden Librazhd und Elbasan. Ganz  im Süden grenzt Tirana an die Gemeinde Peqin.

## Administrative Gliederung
Die Gemeinde Tirana wird in 27 „administrative Einheiten“, Njësitë administrative, unterteilt. 24 davon waren bis 2015 eigenständige Gemeinden (komuna) oder Stadtbezirke von Tirana (mini-bashkia). 2018 wurden – gemäß Art. 6 Ziff. 3 des Gesetzes Nr. 139/2015 über die kommunale Selbstverwaltung – drei neue Lagje (Nachbarschaften) aus Dajt, Farka und Kashar herausgelöst, wo am Rande von Tirana in den letzten Jahren große Neubaugebiete entstanden waren. Diese wurden aber bei den Gemeindewahlen 2019 nicht berücksichtigt.

Übersichtskarte der Bashkia Tirana

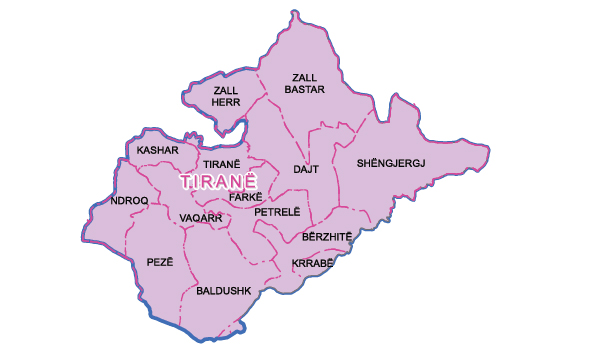
Äußere Bezirke der Bashkia Tirana

Innere Bezirke (1–11) der Bashkia Tirana vor Schaffung der neuen Lagje 12–14

| Administrative Einheit | Administrative Einheit                                                      | Dörfer respektive Stadtteile | Einwohner Angaben Bashkia 1 | Einwohner Volkszählung 2023 |
| ---------------------- | --------------------------------------------------------------------------- | --- | --------------------------- | --------------------------- |
| Tirana                 | Tirana                                                                      | Tirana 1–14 | 768.428                     | 389.323                     |
|                        | Tirana 1                                                                    | Ali Demi | 52.201                      | k. A.                       |
| Tirana 2               | Bulevardi Bajram Curri, Bulevardi Zhan D'Ark, Qyteti Studenti, Sauk, Zona 1 | 85.706 | k. A.                       |                             |
| Tirana 3               | Brryli, Xhamlliku                                                           | 46.750 | k. A.                       |                             |
| Tirana 4               | Kinostudio, Babrru, Allias                                                  | 66.635 | k. A.                       |                             |
| Tirana 5               | Blloku, Selita, Tirana e Re                                                 | 89.579 | k. A.                       |                             |
| Tirana 6               | Kombinati, Yzberisht                                                        | 70.827 | k. A.                       |                             |
| Tirana 7               | 21 Dhjetori, Ish-Fusha e Aviacionit                                         | 79.846 | k. A.                       |                             |
| Tirana 8               | Selvia, Medreseja e Tiranës                                                 | 42.026 | k. A.                       |                             |
| Tirana 9               | Lagja e Trenit, Brraka, Don Bosko (z.T)                                     | 66.796 | k. A.                       |                             |
| Tirana 10              | Qendra (Zentrum)                                                            | 27.641 | k. A.                       |                             |
| Tirana 11              | Lapraka, Instituti, Don Bosko (z. T.)                                       | 65.629 | k. A.                       |                             |
| Lagja 12               | Fresk (Dajt)                                                                | 18.872 | k. A.                       |                             |
| Lagja 13               | Selita, Kodra e Diellit, Liqen i Thatë                                      | 13.565 | k. A.                       |                             |
| Lagja 14               | Tirana e Re (Kashar)                                                        | 42.355 | k. A.                       |                             |
| Petrela                | Petrela                                                                     | Petrela, Mullet, Stërmas, Picallë, Shënkoll, Gurra e Madhe, Gurra e Vogël, Daias, Barbas, Fikas, Mangull, Qeha, Shytaj, Hekal, Kryezi, Përcëllesh, Durisht | 06993                       | 05723                       |
| Farka                  | Farka                                                                       | Farka e Madhe, Farka e Vogël, Lundra, Mjull-Bathore, Sauk, Selita                                                                                          | 28.244                      | 36.266                      |
| Dajt                   | Dajt                                                                        | Dajt, Linza, Shishtufina, Tujan, Brar, Ferraj, Priska e Madhe, Surrel, Lanabregas, Shkalla, Qafë-Molla, Darshen, Selba, Murt                               | 30.916                      | 35.170                      |
| Zall-Bastar            | Zall-Bastar                                                                 | Zall-Bastar, Bastar i Mesëm, Bastar-Murriz, Vilza, Zall-Mner, Mner i Sipërm, Bulçesh, Zall-Dajt, Besh, Shëngjin i Vogël, Selita e Malit                    | 05210                       | 02813                       |
| Bërzhita               | Bërzhita                                                                    | Iba, Bërzhita, Dobresh, Iba e Poshtme, Pëllumbas, Mihajas-Cirma, Kus, Fravesh, Kllojkë, Pashkashesh, Luga-Shalqizë, Rozaverë                               | 05995                       | 04291                       |
| Krraba                 | Krraba                                                                      | Krraba, Mushqeta, Skuterra | 03065                       | 02023                       |
| Baldushk               | Baldushk                                                                    | Baldushk, Mumajes, Fushas, Balshaban, Shpateja, Isufmuçaj, Mustafakoçaj, Koçaj, Kakunj, Veski, Parret, Shënkoll, Vrap, Shpat i Sipërm                      | 05381                       | 03879                       |
| Shëngjergji            | Shëngjergji                                                                 | Shëngjergj, Vërri, Ura, Burimas, Shëngjin i Madh, Facesh, Biza, Faga, Parpunja, Vakumona, Domje, Derja                                                     | 02465                       | 01377                       |
| Vaqarr                 | Vaqarr                                                                      | Vaqarr, Allgjata, Arbana, Bultica, Damjan-Fortuzaj, Gropaj, Lalm, Prush, Vishaj, Sharra                                                                    | 10.788                      | 09221                       |
| Kashar                 | Kashar                                                                      | Kashar, Yzberisht, Mëzez, Yrshek, Katund i Ri, Kus, Mazrek                                                                                                 | 66.255                      | 89.395                      |
| Peza                   | Peza                                                                        | Pezë e Madhe, Pezë-Helmës, Pezë e Vogël, Varosh, Maknor, Dorza, Gror, Greca, Pajan, Gjysylkana                                                             | 06637                       | 05704                       |
| Ndroq                  | Ndroq                                                                       | Ndroq, Zbarqe, Kërçukja, Zhurja, Lagja e Re, Pinet, Sauqet, Çalabërzez, Shesh, Gërbllesh, Menik                                                            | 09466                       | 04169                       |
| Zall-Herr              | Zall-Herr                                                                   | Zall-Herr, Dritas, Çerkeza-Morina, Qinam, Kallmet, Herraj, Pinar, Priska e Vogël, Radhës                                                                   | 12.776                      | 08822                       |

## Politik und Verwaltung

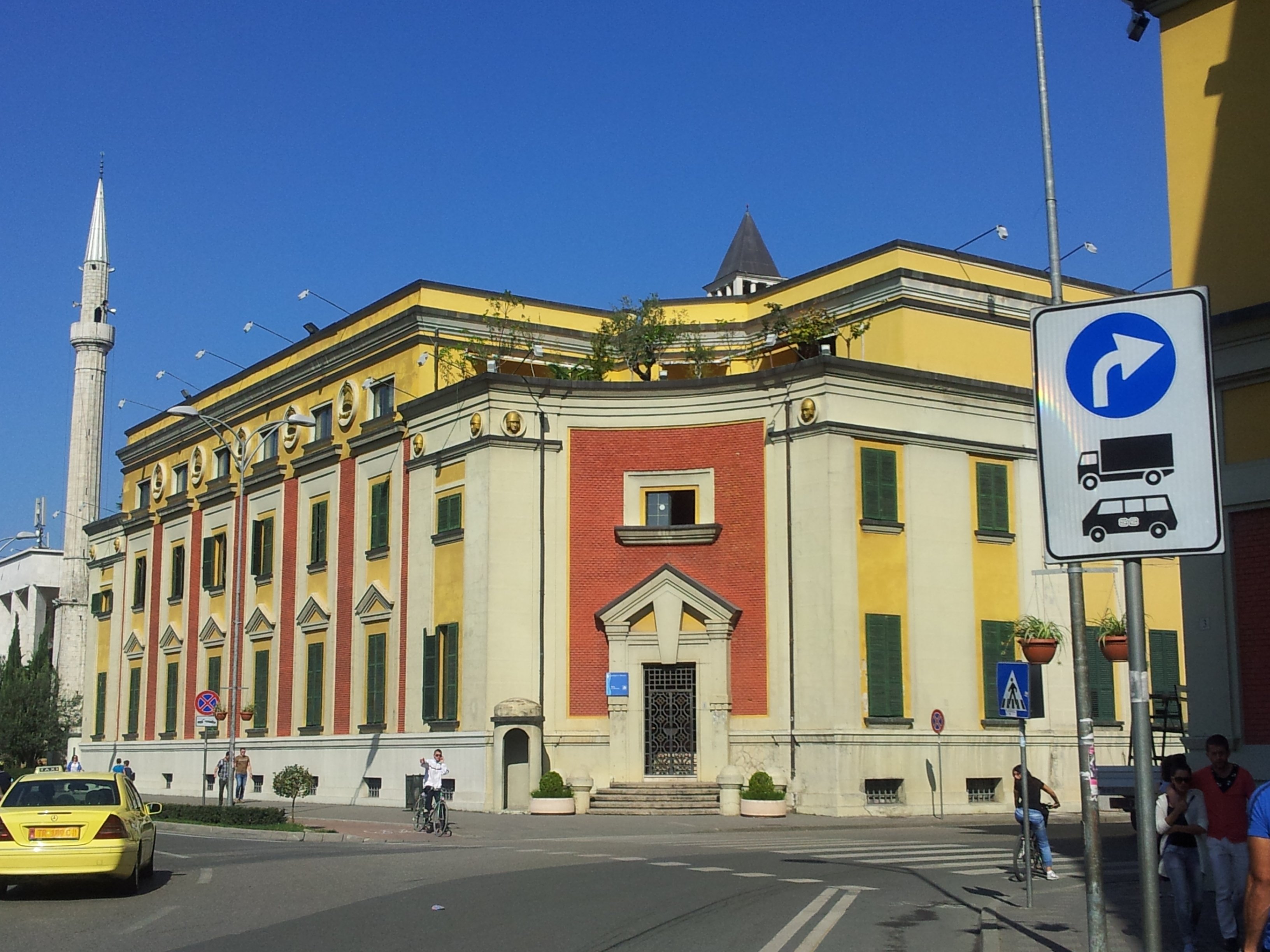
Das Rathaus am Skanderbeg-Platz

### Exekutive
Der Bürgermeister der Bashkia von Tirana (albanisch Kryetari i Bashkisë) übernimmt gemeinsam mit den stellvertretenden Bürgermeistern exekutive Funktionen und wird zusammen mit dem Stadtrat alle vier Jahre direkt gewählt. Der Bürgermeistersitz befindet sich im Rathaus am Skanderbeg-Platz.
Seit den Wahlen vom Sommer 2015 ist Erion Veliaj (PS) der Bürgermeister der Stadt. Er wurde 2019 und 2023 wiedergewählt.
| Person                                                                 | Partei | von  | bis   |
| ---------------------------------------------------------------------- | ------ | ---- | ----- |
| für die Bürgermeister der Stadt Tirana vor 2015 siehe Tirana#Exekutive |        |      |       |
| Erion Veliaj                                                           | PS     | 2015 | heute |

### Legislative
Der Stadtrat (alb. Këshilli Bashkiak) setzt sich aus 61 Mitgliedern zusammen. Er verfügt über legislative Funktionen und wird alle vier Jahre vom Stimmvolk der Bashkia Tirana direkt gewählt. Der Ratssitz befindet sich am Skanderbeg-Platz.
Seit den Kommunalwahlen 2019, die von der Opposition mehrheitlich boykottiert wurden, hat die Sozialistischen Partei (Regierungspartei auf nationaler Ebene seit 2013) eine deutliche Mehrheit. Sie leitete die Koalition Allianz für das europäische Albanien (ASHE) bei den Wahlen.
Vorsitzende des Stadtrats ist Romina Kuko (PS).
| Partei                                              | Anzahl Ratssitze | Insgesamt 60 Sitze - PS: 34 - PSD: 3 - Bashkë fitojmë: 15 - PD: 4 - LZHK: 1 - PDIU: 1 - PR: 1 - Nisma Thurje: 1 |
| Sozialistische Partei                               | 34               | Insgesamt 60 Sitze - PS: 34 - PSD: 3 - Bashkë fitojmë: 15 - PD: 4 - LZHK: 1 - PDIU: 1 - PR: 1 - Nisma Thurje: 1 |
| Zusammen gewinnen wir (PD-Splitterpartei)           | 15               | Insgesamt 60 Sitze - PS: 34 - PSD: 3 - Bashkë fitojmë: 15 - PD: 4 - LZHK: 1 - PDIU: 1 - PR: 1 - Nisma Thurje: 1 |
| Demokratische Partei                                | 04               | Insgesamt 60 Sitze - PS: 34 - PSD: 3 - Bashkë fitojmë: 15 - PD: 4 - LZHK: 1 - PDIU: 1 - PR: 1 - Nisma Thurje: 1 |
| Sozialdemokratische Partei                          | 03               | Insgesamt 60 Sitze - PS: 34 - PSD: 3 - Bashkë fitojmë: 15 - PD: 4 - LZHK: 1 - PDIU: 1 - PR: 1 - Nisma Thurje: 1 |
| Aleanca Progresiste (Lëvizja për Zhvillim Kombëtar) | 01               | Insgesamt 60 Sitze - PS: 34 - PSD: 3 - Bashkë fitojmë: 15 - PD: 4 - LZHK: 1 - PDIU: 1 - PR: 1 - Nisma Thurje: 1 |
| Partei Gerechtigkeit, Integration und Einheit       | 01               | Insgesamt 60 Sitze - PS: 34 - PSD: 3 - Bashkë fitojmë: 15 - PD: 4 - LZHK: 1 - PDIU: 1 - PR: 1 - Nisma Thurje: 1 |
| Republikanische Partei                              | 01               | Insgesamt 60 Sitze - PS: 34 - PSD: 3 - Bashkë fitojmë: 15 - PD: 4 - LZHK: 1 - PDIU: 1 - PR: 1 - Nisma Thurje: 1 |
| Nisma Thurje                                        | 01               | Insgesamt 60 Sitze - PS: 34 - PSD: 3 - Bashkë fitojmë: 15 - PD: 4 - LZHK: 1 - PDIU: 1 - PR: 1 - Nisma Thurje: 1 |

## Wappen

Wappen der Gemeinde Tirana

Das Wappen der Gemeinde Tirana zeigt einen spatenblattförmigen Schild, der links den Uhrturm von Tirana auf rotem Grund und rechts das Wappen der mittelalterlichen lokalen Adelsfamilie der Skuraj auf blauem Grund zeigt. Der Schild wird oben von einer dreitürmigen Mauerkrone abgeschlossen.